# Ana Botafogo
Ana Botafogo (Río de Janeiro, 9 de julio de 1957) es una exbailarina de ballet y actriz brasileña; directora artística, junto a Cecilia Kerche, del Ballet del Teatro Municipal de Río de Janeiro.

## Carrera
Nacida en Río de Janeiro, comenzó sus estudios de iniciación musical y ballet a los seis años de edad con la bailarina del Teatro Municipal de Río de Janeiro Luciana Bogdanish. A los once años, su madre la inscribió en la Academia de Ballet Leda Iuqui, en Copacabana. Poco tiempo después ya bailaba en el escenario del Teatro Municipal de Río de Janeiro en las presentaciones de fin de año de la academia que frecuentaba. Botafogo también asistió a la Academia Sala Pleyel Goubé en París, a la Escuela Superior de Danza de Cannes Rosella Hightower, y al Dance-Centre Covent Garden, en Londres.
A los 19 años inició su carrera profesional en Francia, en el Ballet Nacional de Marsella dirigido por Roland Petit. Después de hacer carrera en Europa, regresó a Brasil y participó en un concurso de ingreso al Teatro Municipal de Río de Janeiro, quedando como primera bailarina. Debutó en el Municipal con el ballet Coppélia, que abrió su carrera a presentaciones internacionales. Estando en esa compañía también bailó como primera figura invitada en el Saddler's Wells Royal Ballet, de Londres, el Ballet Nacional de Cuba, el Ballet Nacional de Caracas y el Ballet del'Opera di Roma, entre otros. En 1981 es nombrada prima ballerina del Teatro Municipal de Río de Janeiro.
Ana ya recibió varios premios y homenajes en Brasil y en el exterior por el conjunto de su obra. Además de las temporadas del Teatro Municipal, desarrolla sus propios proyectos, llevando espectáculos a diversas capitales brasileñas, como Ana Botafogo In Concert y Tres Momentos de Amor.
El estreno como actriz fue en 2006 en la telenovela de TV Globo, Páginas de la vida, de Manoel Carlos, interpretando a la profesora de ballet Elisa, hija de los personajes interpretados por Tarcísio Meira y Glória Menezes.

## Vida personal
Se casó a los 31 años con el bailarín británico Graham Bart, pocos meses después fue tragado por el mar de Río de Janeiro en un día de resaca. Doce años después, se casó nuevamente con el abogado Fabiano Marcozzi, fallecido años después por un accidente cerebrovascular. No tuvo hijos.

## Filmografía

### Televisión
- 2015 – Malhação .... como ella misma
- 2009 – Vivir la vida .... como ella misma
- 2006 – Páginas de la vida .... Elisa Fragoso Martins de Andrade Telles
- 1996 – Não Fuja da Raia ... Andrea